# Camposampiero
Camposampiero (IPA: /ˌkamposamˈpjɛːro/, Canposanpiéro in veneto) è un comune italiano di 11 846 abitanti della provincia di Padova in Veneto, situato a circa 20 km a nord del capoluogo.
Il presidente della Repubblica Giorgio Napolitano il 20 luglio 2009 ha concesso a Camposampiero il titolo di città.

## Origini del nome
Nonostante la presenza romana sia stata molto forte, il toponimo Camposampiero è certamente di origine medievale. Il primo documento scritto a riportarlo è un atto notarile del 15 giugno 1117, ma si tratta di un riferimento indiretto: si cita infatti un Folco da Camposampiero, membro dell'omonima famiglia di feudatari (che presero il nome dal paese sul quale esercitavano il loro potere). Nel 1152 la bolla Justis fratrum di papa Eugenio III rivolta a Bonifacio (vescovo di Treviso) elenca, tra le altre chiese trevigiane, la plebem de Campo S. Petri cum pertinentiis suis riferendosi in questo caso però alla sola parrocchia di San Pietro. Il primo documento storico conservato nel quale la località viene citata in modo diretto è Italia sacra dell'Ughelli, pubblicato a partire dal 1642, dove si parla appunto di Campus Sancti Petri.
L'origine ed il significato del nome “Camposampiero” sono da ricercarsi nell'etimologia dei termini stessi che lo costituiscono, cioè campo e San Piero; e nonostante questa affermazione non sia supportata da documenti, ad oggi viene ritenuta la più credibile. È probabile che il primo, dal latino campus, fosse stato attribuito alla località durante la rinascita dell'anno Mille: l'abbattimento dei boschi che occupavano gran parte del Padovano permise infatti di ricavare nuovi spazi coltivabili, il termine campus applicata a questa località rifletterebbe quindi le condizioni del suolo che da luogo incolto, boschivo e paludoso dopo il 1000 ritorna ad essere appunto campus cioè terreno produttivo. La denominazione Sancti Petri è assunta invece dal titolare della pieve, intitolata appunto a san Pietro, in modo da distinguere il paese da altri vicini come Campodarsego e Campo San Martino. Secondo la tradizione (molto discutibile) l'origine di questa pieve sarebbe da attribuirsi a san Prosdocimo fondatore di un sacello dedicato a san Pietro sulle rive del fiume Vandura.
Doveroso è inoltre ricordare che nonostante siano evidenti le tracce di un insediamento coloniale romano ad oggi non sono note informazioni che permettano di dedurre quale fosse il suo nome.

## Storia

### Età romana
Il territorio di Camposampiero in epoca romana fu certamente abitato, questa affermazione è supportata dal fatto che il paese (in quella che è la sua configurazione attuale) era attraversato in direzione verticale dalla via Aurelia nonché posto in vicinanza della via Decumana, oggi Via Desman, che rispettivamente costituivano il Cardo Maximus ed il Decumanum Maximus del graticolato romano.
Oltre a poter dedurre che la zona fosse popolata grazie alla vicinanza del paese all'umbilicus (tra l'altro in una zona così densamente popolata come l'agro padovano tale da poter escludere la presenza di luoghi disabitati) questo fatto è confermato dal ritrovamento di numerosi ruderi appunto di epoca romana quali medaglie, lapidi, pignatte piene di carbone e ossa frantumate, tombe ad arcosolio e murazzi.
Ad oggi non è invece possibile affermare se l'area fosse abitata anche in periodi precedenti all'epoca romana.

### Alto medioevo
Non esiste praticamente nessun documento che fornisca notizie sugli eventi che si verificarono a Camposampiero nel corso dell'Alto Medioevo, è però possibile avere un'idea generale delle vicende di questo periodo analizzando ciò che avvenne nella regione e nelle città circostanti ed in particolare nella vicina città di Padova.
È certo che Alarico I, con i Visigoti verso il 400 e Radagaiso e con gli Svevi, Burgundi e Alani verso il 405, devastarono il Veneto raggiungendo le mura di Padova e non essendo riusciti ad espugnarla attaccarono i paesi limitrofi. Alarico discese nuovamente in Italia nel 409 riuscendo questa volta ad entrare a Padova saccheggiandola.
Sempre Padova venne poi nuovamente saccheggiata nel 452 dalla mano degli Unni di Attila e vista la posizione di Camposampiero essi probabilmente si trovarono nella necessità di attraversane il territorio nell'andata e nel ritorno, per questo è facile pensare anche in questo caso i due centri abitati subirono lo stesso destino.
È noto inoltre che alla voce dell'arrivo degli Unni molti abitanti della terraferma spaventati dal continuo riapparire dei barbari cercarono rifugio nelle paludi, dove avrebbero poi fondato Venezia.
Nel 476, con la fine dell'Impero romano d'Occidente, il paese seguì il destino dell'intera Italia, che venne dominata dal re degli Eruli Odoacre prima di essere conquistata dagli Ostrogoti guidati dal loro sovrano Teoderico nel 489. Sessant'anni il generale Narsete, al comando dei romani d'Oriente, dopo un lungo conflitto riuscì a sopraffare gli Ostrogoti, portando l'Italia sotto il controllo di Costantinopoli.
Tuttavia, i romani vennero a loro volta sconfitti nel 568 dai Longobardi di Alboino. La città di Padova, che nel conflitto restò fedele a Costantinopoli, opponendosi all'avanzata dei Longobardi, venne punita con la diminuzione del suo territorio e Camposampiero, assieme e Vigodarzere e Piove di Sacco, venne depredata e occupata dai duchi di Treviso. Alcuni indizi fanno pensare che in questo periodo di dominazione Longobarda Camposampiero sia stata sede di uno sculdascio.
Nel 589 si verificò la storica alluvione della Rotta della Cucca, in cui l'Adige, il Bacchiglione e il Brenta esondarono, allagando le campagne circostanti e provocando una grave carestia, alla quale seguì l'arrivo di un'epidemia, indicata genericamente dalle fonti come "peste".
Nel 774, circa duecento anni dopo l'inizio della dominazione longobarda, la corona di re dei Longobardi venne assunta da Carlo Magno, fatto che segnò l'ingresso dell'Italia centrale e settentrionale all'interno dell'Impero carolingio. Nell'888, dopo la deposizione di Carlo il Grosso, non rimasero più carolingi maschi legittimi e il regno d'Italia venne governato da Berengario del Friuli, che venne eletto anche imperatore. Tuttavia, il regno di Berengario venne funestato nell'889 dall'arrivo degli Ungari, evento cruciale per la storia di Camposampiero, poiché gli Ungari, inizialmente sconfitti da Berengario, fuggirono, ma nei pressi di Fontaniva vennero bloccati da una piena del fiume Brenta. In questa situazione l'esercito sconfitto, trovandosi in una morsa costituita dal fiume da una parte e dall'esercito di Berengario al loro inseguimento dall'altra, con una mossa disperata attaccò gli inseguitori, riuscendo ad aprirsi un varco fra di essi, assalendoli alle spalle e facendone massacro. I vincitori, poi, attaccarono e diedero alle fiamme la città di Padova.
Gli Ungari ridiscesero più volte in Italia nel corso dei successivi vent'anni inducendo la costruzione di mura e castelli, costume al quale si uniformarono pure i signori di Camposampiero.
Successivamente a Berengario, il territorio italiano passò di mano in mano in sequenza a Rodolfo di Borgogna (924), Ugo di Provenza, Berengario d' Ivrea ed infine ad Ottone di Sassonia imperatore di Germania con il quale iniziò la dominazione degli Ottoni durata per quarant'anni (961-1002).
In particolare sotto questa dominazione il governo delle città venne affidato a vescovi ed abati (i quali non avrebbero compromesso l'autorità regale), mentre ai marchesi ed ai conti vennero lasciati i feudi di campagna come ad esempio Camposampiero ed Onara.
Alla morte di Ottone III (1002) marchesi e conti elessero re d'Italia Arduino d'Ivrea ma a tale decisione si impose il nuovo imperatore Enrico II il quale scese per due volte in Italia per rivendicare i suoi diritti.
Fra coloro che accompagnarono l'imperatore, un'antica tradizione ricorda un certo Tiso che dall'imperatore stesso ottenne poi il feudo di Camposampiero dal quale la famiglia prese poi il nome.
Proprio ai Tiso, ai quali è indissolubilmente legata la storia del paese, si deve l'edificazione del castello.

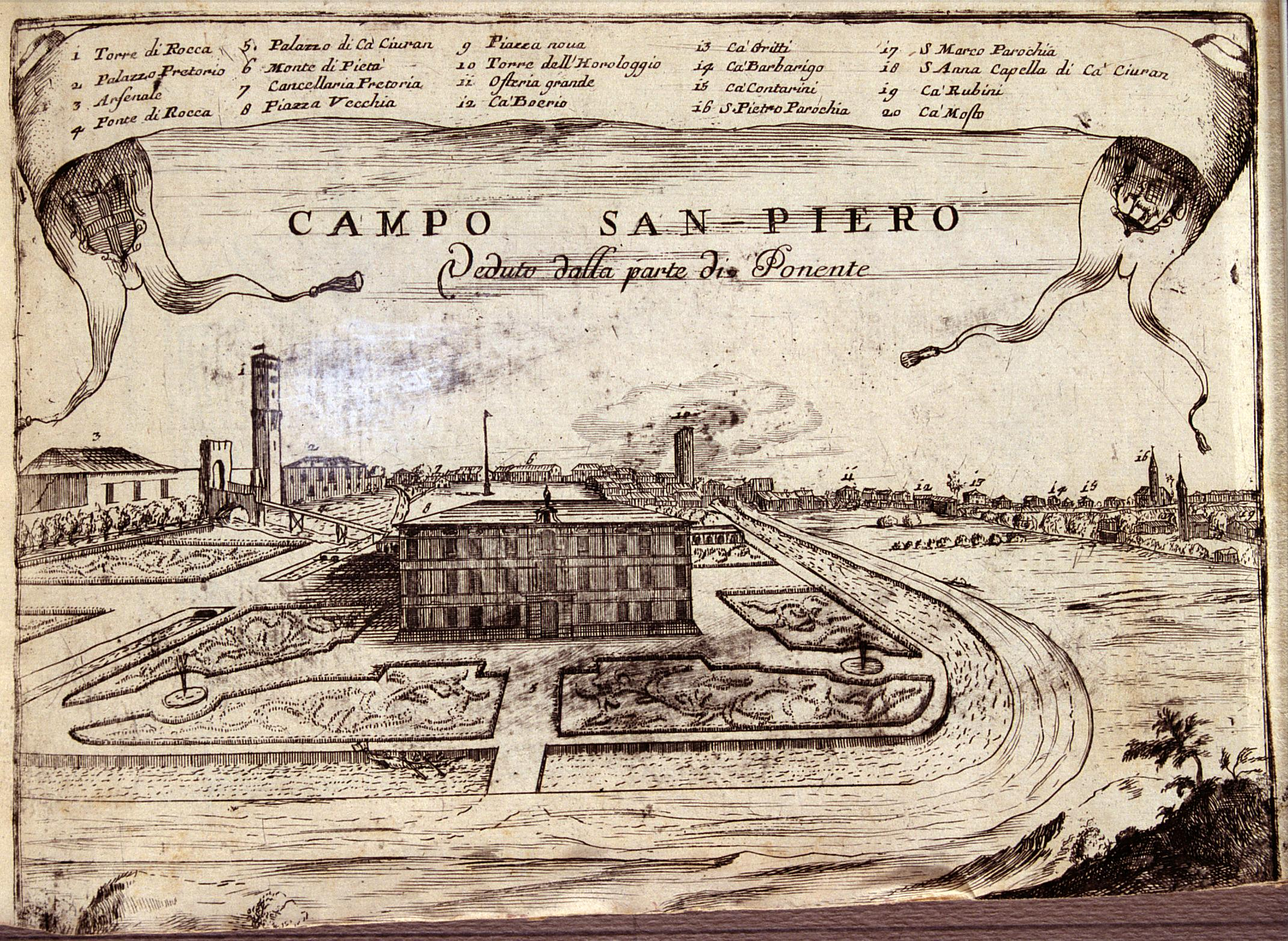
Prima realistica immagine di Camposampiero.

### Repubblica di Venezia
Dal 1405 Camposampiero passò sotto la dominazione della Repubblica di Venezia e ne seguì le sorti fino al 1797. Il governo locale era così costituito:
- Il Podestà, che rappresentava la Repubblica era nominato e rimaneva in carica circa 15 - 16 mesi;
- Il Consiglio dei Savi, quattro membri, che trattavano gli affari amministrativi. L'equivalente dell'attuale Giunta comunale. Era presieduto dal podestà;
- Gli Uomini de comun, o deputati ad utilia, avevano il ruolo dell'attuale consiglio Comunale;
- I Cavalieri Pretoriani, che vigilavano il mercato.

Le forze armate erano le cernide (composta da più centurie) e un corpo di sbirri, detti brachi o bassa forza.
La popolazione all'interno del castello si divideva in tre classi:
- i benestanti, quelli che potevano contare su delle entrate proprie;
- i mediocri, erano i mercanti e fattori dei signori veneziani e padovani proprietari dei campi;
- gli infimi, quelli che vivevano del proprio lavoro quotidiano.

Per gli abitanti delle campagne la suddivisione era:
- i massari che abitavano su case coloniche con cortile, portici, stalle e vivevano con un po' di agiatezza;
- i bisnenti erano dei villici che abitavano in casoni di paglia, e sopravvivevano solo con l'aiuto delle proprie braccia.[11]

### La peste del 1624
Gli abitanti di Camposampiero erano 1100 alla visita del vescovo Vincenzo Giustiniani nel 1625. La peste del 1631 fece circa 500 vittime. Alla vista del vescovo Marco Morosini del 1641 gli abitanti risultarono 750.

### Simboli
Lo stemma è stato riconosciuto con decreto del capo del governo del 25 luglio 1929.
Il gonfalone, concesso con D.P.R. del 15 novembre 1955, è un drappo partito di rosso e di bianco.

## Monumenti e luoghi d'interesse
Molteplici sono i monumenti da visitare a Camposampiero, ma i più celebri sono quelli legati al brevissimo soggiorno di sant'Antonio di Padova.
Nelle poche settimane di soggiorno, due eventi prodigiosi occorsero al Santo: la visione ed il prodigio del frumento calpestato.
In particolare al primo avvenimento, si deve la classica iconografia di Sant'Antonio di Padova, con la figura del frate che tiene Gesù Bambino in braccio, reggendo con l'altra mano il giglio.
Questi avvenimenti, la forte presenza nei secoli della comunità dei frati minori conventuali, nonché la devozione popolare hanno portato alla definizione di Camposampiero come luogo antoniano.

### Architetture religiose

#### I Santuari antoniani
Il complesso di edifici e spazi che sorgono sui luoghi della visita di sant'Antonio prendono oggi il nome di santuari antoniani e sono composti principalmente da:
- Il santuario della Visione, ospitante la cella della visione
- il santuario del Noce
- il convento dei Frati minori conventuali
- il monastero delle Clarisse

##### Santuario della Visione

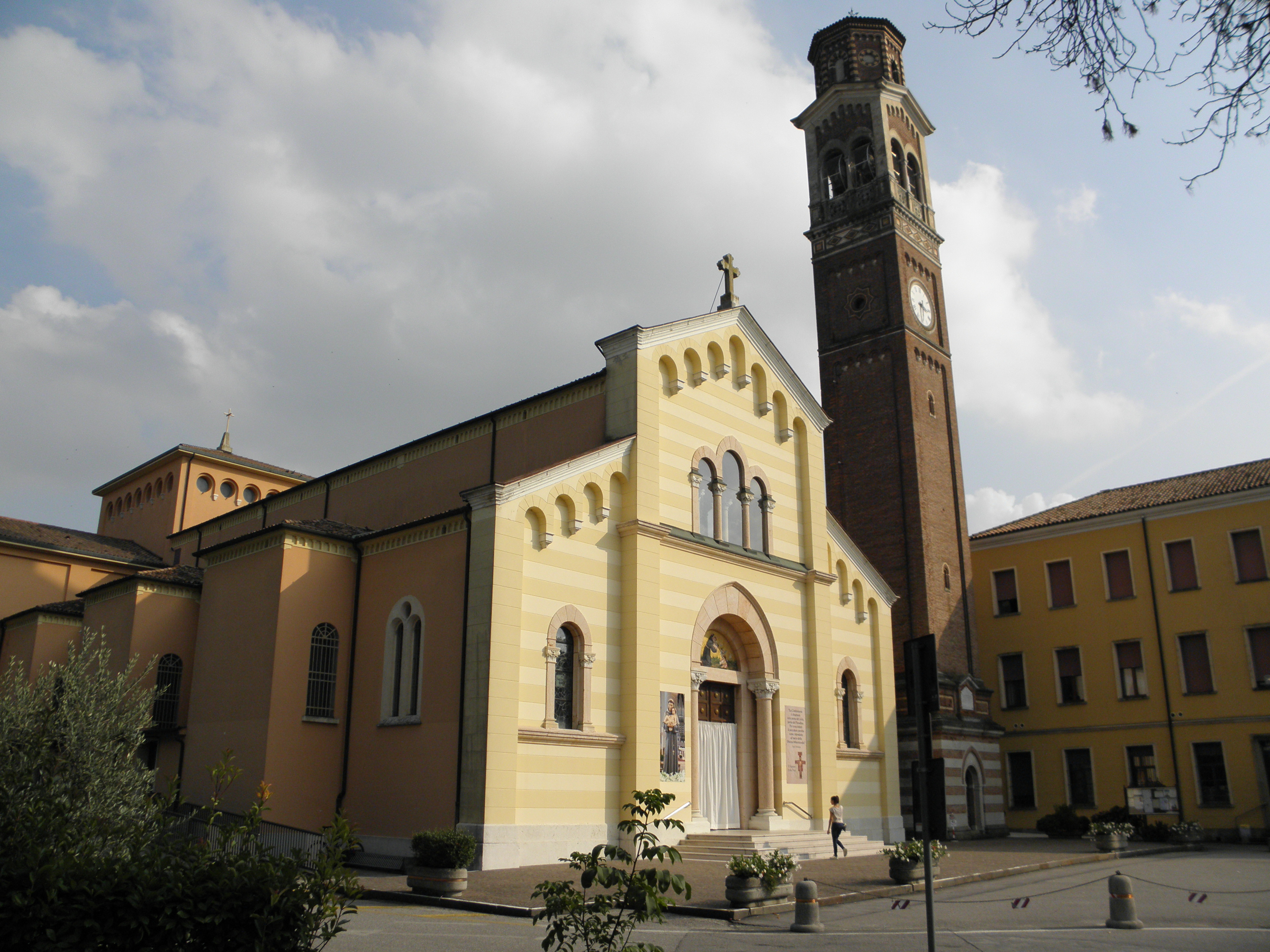
Santuario della Visione.

La prima chiesa fu costruita prima dell'erezione del Castello dei Tiso di Camposampiero. Negli anni divenne una cappella privata della potente famiglia. Sembra che sia stata la famiglia dei Camposampiero a chiamare i frati francescani e ad affidare loro la chiesa, attorno alla quale si formò un convento. In questo luogo soggiornò sant’Antonio per un breve periodo prima della sua morte nel 1231, ospite di Tiso VI (morto nel 1234).

###### Cella della Visione
La cella è il luogo dove, secondo la tradizione, visse sant'Antonio nel periodo trascorso a Camposampiero nel 1231, su invito del conte Tiso VI per un periodo di meditazione e riposo.
Sempre secondo la tradizione, qui ebbe la famosa visione di Gesù Bambino il che ne fa uno dei principali luoghi legati al santo.
La cella è oggi una cappellina ospitata nella navata destra del Santuario della Visione.

##### Santuario del Noce

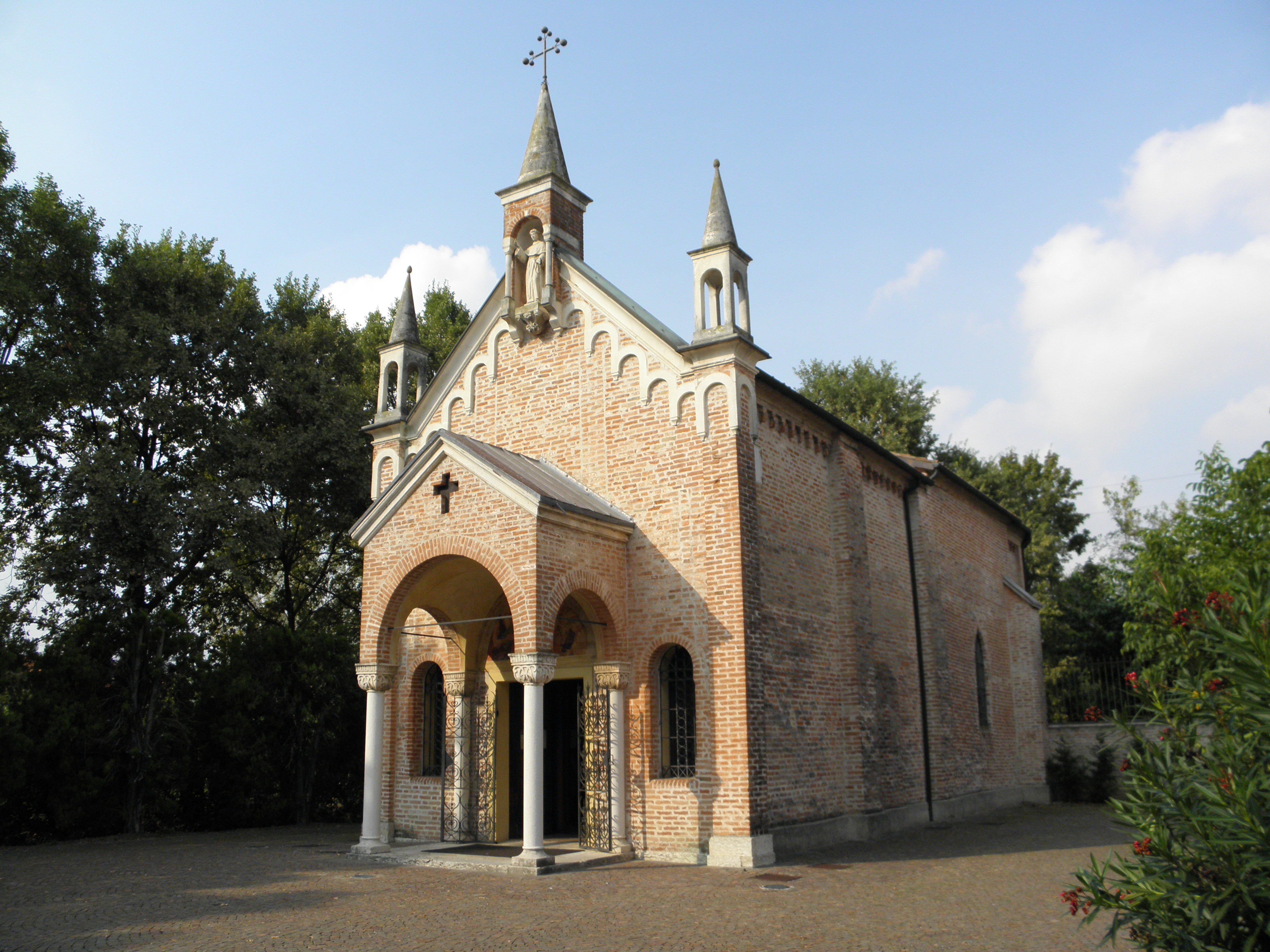
Il Santuario del noce

Il santuario fu edificato nel XV secolo sul luogo dove sorgeva un albero di noce sul quale sant'Antonio saliva durante le sue prediche rivolte ai contadini.
All'interno del santuario del Noce sono raccolti alcuni pregevoli affreschi di Girolamo Tessari. L'autore è detto "del Santo" perché è piuttosto conosciuto per i suoi molti dipinti che hanno come soggetto la vita di sant'Antonio.

##### Convento dei Frati Minori Conventuali
È una complessa ed articolata costruzione che ha riportato a Camposampiero nel 1895, dopo travagliate vicende ecclesiastiche, l'attività del convento dei Frati Minori Conventuali - Antoniani.

#### Chiesa dei Santi Pietro e Paolo

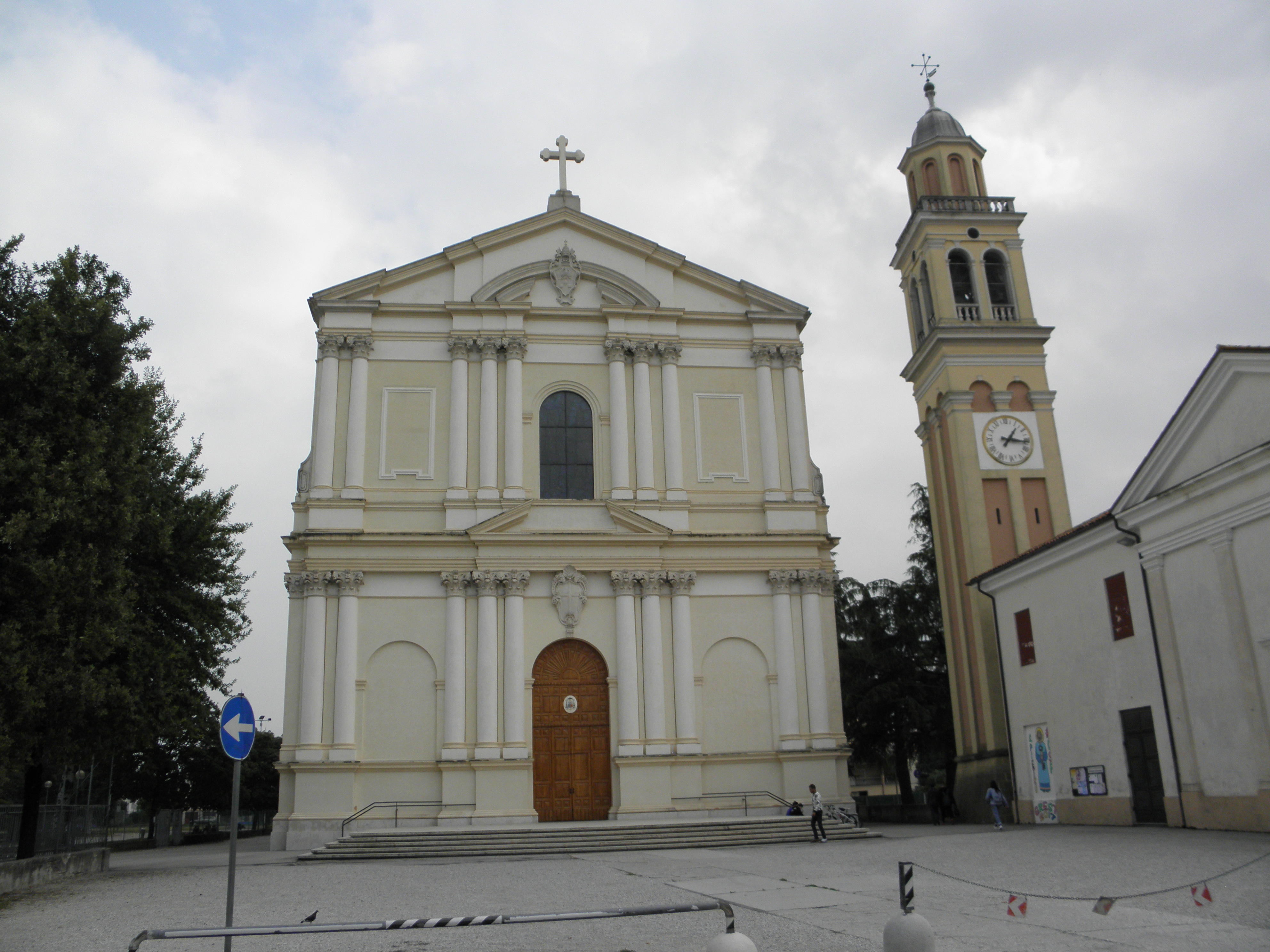
La parrocchiale dei Santi Pietro e Paolo.

Secondo la tradizione l'origine di questa pieve sarebbe da attribuirsi a san Prosdocimo fondatore di un sacello dedicato a san Pietro sulle rive del fiume Vandura, in un sito però diverso dalla sede dell'attuale chiesa. Anche se questa tradizione supporta un'origine antica (primo secolo d.C.) della pieve, il suo nome appare nei documenti in epoca molto più recente, infatti la prima citazione compare nella già citata bolla Justis fratrum (1152) anche se appunto, più che all'edificio sacro, ci si riferisce all'istituzione della pieve.
L'imponente chiesa attuale, progettata da Antonio Beni e che in quanto a dimensioni può essere considerata il duomo della città, venne inaugurata l'8 settembre 1940, costruita per volere dell'allora parroco monsignor Luigi Rostirola che la volle ispirata alla chiesa parrocchiale di Conselve in quanto a dimensioni, acustica e stile, non essendo né romantica né gotica, ma piuttosto di fattura "nostrana". Costituita da una navata unica conserva opere d'arte provenienti dalla vecchia chiesa, tra cui: l'altare maggiore; il cassone ligneo dell'organo e un battistero con coperchio, risalenti al Settecento; un altare in marmo nero, arricchito da un crocifisso finemente lavorato in marmo; una pala del Cinquecento (Madonna in trono attorniata sai Santi) che richiama la scuola di Palma il Giovane e due dipinti di Sebastiano Santi, risalenti all'Ottocento.
I lavori di restauro al tetto, al portone ligneo e il rifacimento degli intonaci esterni, compreso il campanile, si sono svolti durante il primo decennio del XXI secolo.

#### Chiesa di San Marco Evangelista

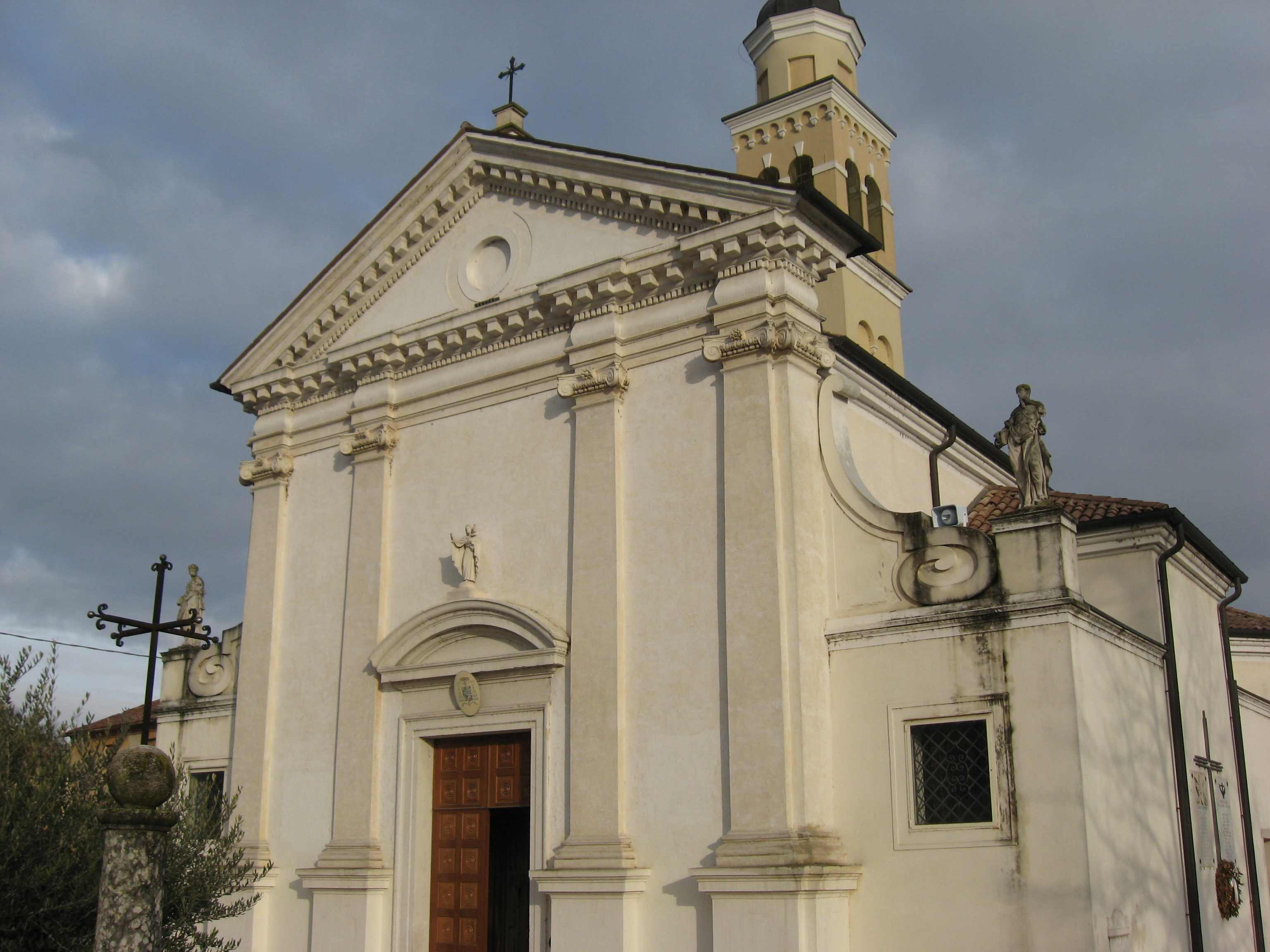
Chiesa di San Marco.

La chiesa dedicata di san Marco evangelista si trova sulla riva destra del fosso Vandura, poco più a sud del centro storico e di fronte all'ospedale.
Nonostante la vicinanza al duomo di San Pietro, compreso nella diocesi di Treviso, essa è sede di una propria parrocchia dipendente dalla diocesi di Padova. Questa situazione è dovuta al fatto che, anticamente, l'area costituiva un villaggio a sé stante detto Campo Arcone o Orcone, dal nome del corso d'acqua affluente del Vandura. Il nome ufficiale di "San Marco di Campo Arcone" si mantenne fino ai tempi recenti, ma sin dal 1698 era in uso il titolo di "San Marco di Camposampiero" che finì per imporsi definitivamente. Più volte (1866, 1881, 1885) fu proposto di costituire un'unica parrocchia a Camposampiero assegnandola alla diocesi trevigiana, ma i tentativi fallirono di fronte all'opposizione degli abitanti.
Ha origini molto antiche: è citata per la prima volta nel testamento di Gherardino da Camposampiero del 1180-1184 che le lasciava quaranta soldi. Inizialmente doveva essere una chiesa campestre senza cura d'anime; non compare, infatti, nella descrizione della decima papale del 1297 che elenca le pievi padovane. Nella visita pastorale del 1455 risulta essere autonoma, pur essendo ancora cappella della chiesa di San Giorgio delle Pertiche nella visita del 1488.
Per quanto riguarda la storia architettonica, è attestata una sua ricostruzione nel 1450, conclusa con la consacrazione del 1496. Subì rifacimenti e ampliamenti anche in seguito: nel 1673 fu ingrandita e decorata grazie alla munificenza del patrizio veneziano Vittore Bondumier, che nella parrocchia aveva una villa e altre proprietà; nel 1733 fu innalzata e prolungata; nel XIX secolo furono aggiunte le cappelle del Sacro Cuore di Gesù e dei Santi; nel 1924, furono costruite le navate laterali e l'abside semicircolare; nel 1956, infine, le navate vennero prolungate verso sud.
Conserva al suo interno un affresco della prima metà del Cinquecento, attribuito a Jacopo Bassano: raffigura l'Adorazione dei pastori. Nella controfacciata è collocato un dipinto cinquecentesco con la Madonna in trono tra san Marco Evangelista, san Giovanni Battista, san Girolamo, sant'Antonio di Padova e san Giorgio di Lydda, attribuito a Dario Varotari il Vecchio; fino al 1923 si trovava sull'altare maggiore. Sul soffitto si trovano due oli su tela di fine Seicento, forse realizzati da Sebastiano Ricci. Assai notevole anche la scultura lignea del crocifisso collocato sull'altare maggiore, opera probabilmente di artista veneto della prima metà del Settecento.

#### Oratori

##### Oratorio della Madonna della Salute

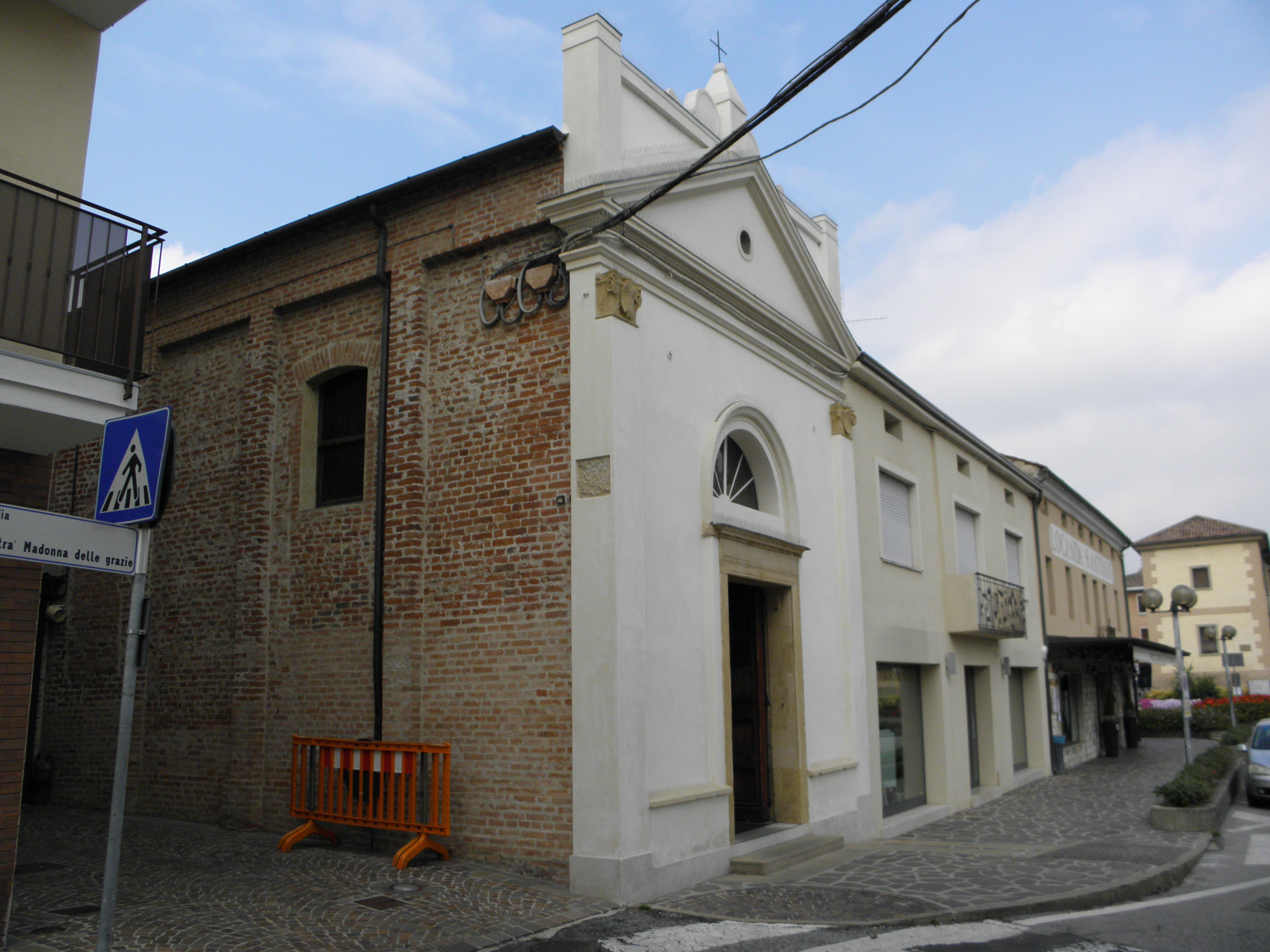
Oratorio della Madonna della Salute.

L'oratorio, originariamente oratorio di San Giacomo, oggi della Madonna della Salute è stato costruito dalla famiglia Quirini nel 1406. Quando la Repubblica veneziana estese il suo dominio su Camposampiero nel 1405, il castello e l'area racchiusa dalle mura vennero confiscati ai Carraresi e dichiarati proprietà nazionale. Nell'ottobre dell'anno seguente i Quirini acquistarono un appezzamento di terra all'interno delle mura e vi eressero un grande palazzo, chiamato dal popolo palazzon (n° 5 nella litografia del Coronelli), dotato di giardino, casa per i lavoratori ed appunto l'oratorio dedicato a san Giacomo il Maggiore il quale conserva ancora oggi nel portale lo stemma dei Quirini. Il palazzo verso la metà del Seicento passò ai Civran e centovent'anni dopo agli Andrighetti che durante il durante il napoleonico Regno d'Italia lo demolirono stanchi del continuo passaggio di soldati che trasformavano il palazzo in quartiere militare, lasciano in piedi solamente l'oratorio.
Con lo scoppio dell'epidemia di colera del 1836, per voto unanime della popolazione del paese, l'oratorio venne dedicato alla Madonna della Salute. Il ricordo della funzione dell'ultima domenica di luglio dello stesso anno, con la quale la chiesa venne dedicata alla Madonna supplicando la liberazione dal contagio, è vivo ancora oggi nella tradizione popolare. Sempre la tradizione sostiene che la Madonna non fu sorda a questa supplica e, mentre nei paesi vicini il contagio continuò per tutto agosto, a Camposampiero l'epidemia terminò con il luglio di quell'anno.

##### Oratorio della Beata Vergine del Rosario
Posto in contrada Straelle, fra i comuni di Camposampiero e Borgoricco, è stato edificato probabilmente attorno al 1684 come cappella gentilizia della seicentesca villa Rezzonico, oggi scomparsa.
Nel secolo scorso, di proprietà della famiglia Bressanin, venne venduta nel 1953 alla parrocchia di S.Leonardo di Borgoricco.
Esternamente presenta una meridiana (parete sud) che porta la data 1684, una targa in marmo "nec spe, nec metu" (parete nord) di fattura relativamente recente e un campaniletto a vela dotato di 2 campane (parete est).
Internamente, ad unica campata, presenta un altare seicentesco con, nella nicchia, una statua marmorea della Madonna con il Bambino.

#### Capitelli
Il territorio comunale è disseminato di capitelli, segno della religiosità della popolazione.
Alcuni di questi sono legati a particolari eventi storici che hanno interessato il paese.

##### Capitello di San Paolo
Localizzato in contrada Casere, risulta essere un ex-voto legato all'epidemia di peste del 1629.
Tra il 1629 ed il 1631, la peste mieté a Camposampiero oltre 500 vittime nella sola parrocchia di San Pietro, che all'epoca corrispondeva a circa metà della popolazione del paese.
Il contagio cessò il 25 gennaio 1632, giorno dedicato alla conversione di San Paolo Apostolo, e come ringraziamento venne edificato il capitello dedicato appunto a San Paolo stesso.

##### Capitello di Gesù Cristo Sacramento
Nella adiacenze della chiesa di San Marco evangelista e dell'ospedale, lungo via Ponzian, è presente un capitello, costruito nel 1901, dedicato a Gesù Cristo Sacramento a ricordo del sacrilegio del furto della Specie Eucaristiche della chiesa, rubate nella notte fra 28-29 novembre 1900, e ritrovate sparse lungo la via stessa.

### Architetture civili

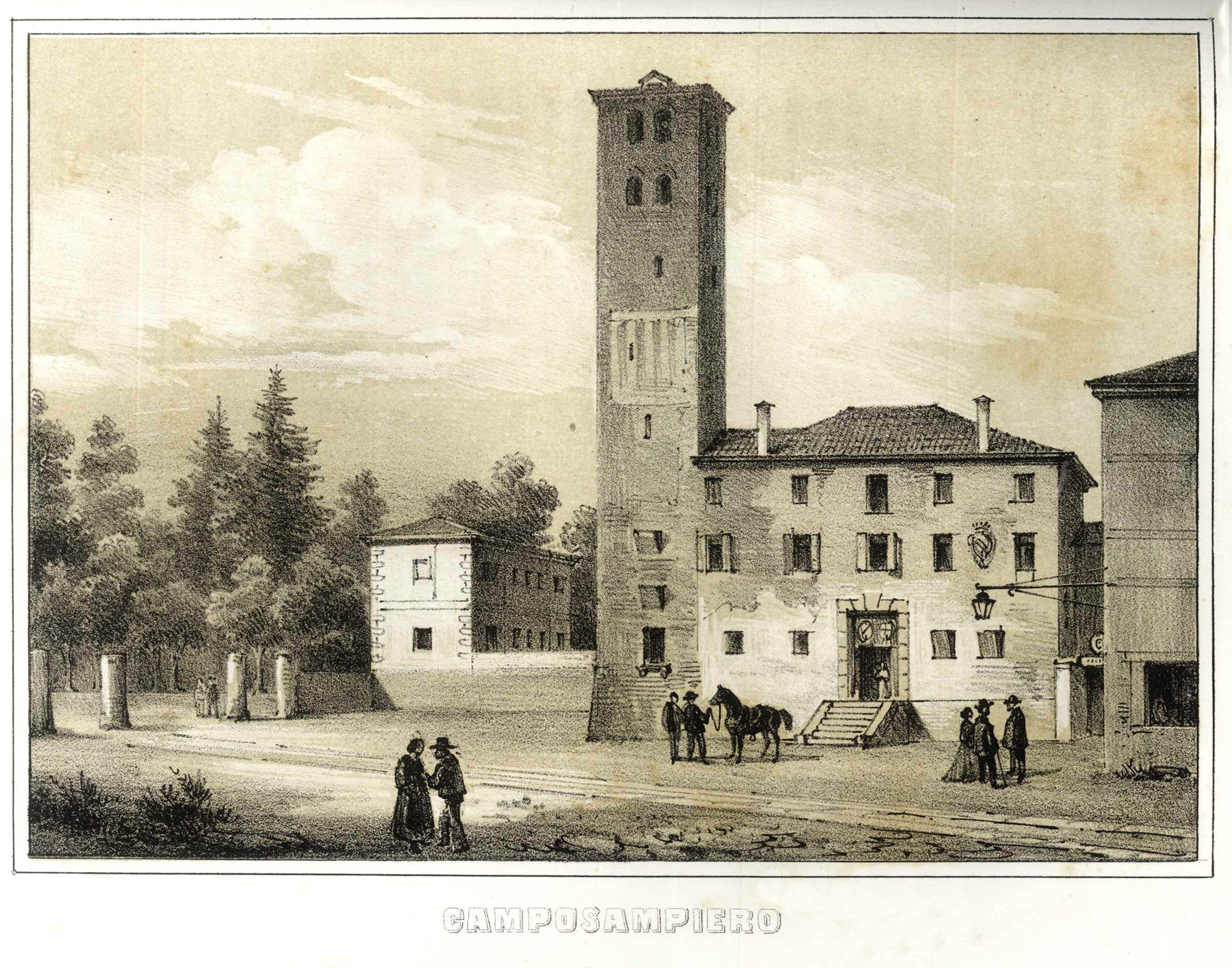
Panorama dell'attuale piazza Castello, come appariva nel 1850ca. Da sinistra: il carcere asburgico, la torre di rocca e la rocca

#### Castello feudale
La costruzione del castello feudale è probabilmente da farsi risalire al primo secolo dell'anno mille, ad opera della famiglia dei Camposampiero.
Il castello originariamente era costituito da una rocca circondata da mura e terrapieni di fortificazione. All'esterno, le mura erano circondate su tutti e quattro i lati da corsi d'acqua a protezione delle mura stesse.
L'accesso al castello era possibile per mezzo di ponti levatoi. All'interno delle mura, due torri svettavano fra gli altri edifici: la torre della rocca e la torre di Porta Padova.
La progressiva demolizione delle strutture è databile fra il 1600 e gli inizi del 1800. Il materiale asportato dalle mura verrà principalmente riutilizzata per la costruzione d'altri edifici.
Oggi, poche tracce rimangono delle strutture medievali. La rocca e la relativa torre, assieme al carcere asburgico, oggi ospitano la sede dell'amministrazione comunale.
La torre di porta Padova è nota oggi come torre dell'orologio. Delle mura, totalmente abbattute, rimane solo un troncone, sul retro del Monte di pietà.
Rimane infine, il quadrato di corsi d'acqua che un tempo circondavano le mura, facilmente intuibile dalle foto aeree o satellitari.

### Percorsi naturali e cammini
Camposampiero è tappa iniziale del cammino di Sant'Antonio, è un itinerario a piedi realizzato dai frati minori conventuali della Basilica di sant'Antonio di Padova, e da numerosi volontari, che collega i principali luoghi italiani di accertata presenza di Sant'Antonio di Padova. Il cammino si estende dai santuari Antoniani a Camposampiero, fa tappa presso la Basilica di Sant'Antonio di Padova e arriva fino al Santuario della Verna in Toscana attraversando l'Emilia-Romagna e gli Appennini in 22 tappe e 430 km.

## Società

### Evoluzione demografica
Abitanti censiti

## Cultura

### Eventi

#### Maggio
La prima domenica si svolge la Fiera di Rustega , è una Fiera Regionale della Zootecnia che si svolge nell'omonima a frazione . È una manifestazione di notevole importanza che si svolge annualmente dal 1966. La seconda domenica si svolge la Festa della Fragola, costituita da diverse manifestazioni tra cui l'elezione di miss Fragola. L'ultimo sabato si tiene il pellegrinaggio Ultimo Cammino dai Santuari Antoniani di Camposampiero al Santuario della Basilica del Santo a Padova passando per il Santuario dell'Arcella.

#### Giugno
In prossimità del 13 giugno si svolge la Sagra del Santo, in onore di Sant'Antonio.
Sempre a giugno viene organizzata una piazza per giocare, durante la quale nella piazza del capoluogo vengono allestiti stand-laboratori nei quali i bambini possono cimentarsi nella realizzazione di manufatti.

#### Mesi estivi
Durante i mesi estivi si organizza  Estate in Piazza con un programma di musiche, teatro, cinema, cabaret, intrattenimento.

### Istruzione
L'Istituto I. Newton - S. Pertini a Camposampiero è l'istituto di istruzione superiore più grande della provincia di Padova per numero di studenti. Accorpa vari indirizzi tecnici, professionali e liceali.

## Geografia antropica

### Rustega
Rustega è l'unica frazione del Comune e dista circa cinque chilometri dal centro, in direzione est. La omonima parrocchia arcipretale di Santa Maria Assunta della Diocesi di Treviso, conta 1 850 abitanti.

#### Storia di Rustega
Secondo uno storico locale Rustega era un feudo del Vescovo di Treviso certificato da una bolla promulgata nel 1152 dal papa Eugenio III.
La chiesa era importante, perché era matrice, titolare cioè della fonte battesimale e quindi ebbe per competenza (per altri diversi secoli) anche della pieve (senza fonte battesimale) della vicina parrocchia di Massanzago.
Rustega ebbe un ruolo importante nella storia. Aveva un suo piccolo castello, una bastia, che sostenne diverse battaglie, compresa quella del 1383 contro la città di Treviso. Ci fu anche un feudatario che prese il nome dal paese, il più importante fu tale Tiso da Rustega, figlio di Guercio, feudatario di Vigodarzere.
Tiso da Rustega aveva ricevuto il piccolo feudo nel 1258 dal principe vescovo di Treviso, Adalberto Ricco, con bolla del papa Alessandro IV come premio perché aveva combattuto contro la potente e terribile famiglia degli Ezzelini da Romano, alleati dell’imperatore del Sacro Romano Impero. Secondo alcuni storici il castello esisteva nell’angolo formato dal fiume Muson e il suo affluente, il piccolo rio Rustega che attraversa il paese. Lo storico scrive che il piccolo castello terminò la sua vita plurisecolare nel 1459 perché Venezia ne ordinò la distruzione.
A conferma dei possedimenti storici di Rustega da parte dei vescovi trevigiani ci sono documenti che attestano che le famiglie nobili che si succedettero dopo i Da Vigodarzere e i Da Rustega (estinti nel 1616) e i Trapolini (estinti nel 1728) e gli ultimi nobili veneziani che ereditarono i loro beni (i Dolfin, i Malipiero, i Marinoni, i Zacco), furono obbligate a rispettare gli obblighi previsti dai secolari vincoli feudatari su ogni bene e cose fino a 1870, dopo cioè l'annessione del Veneto al Regno d'Italia.

#### Abitanti
Le attestazioni ecclesiastiche del numero degli abitanti della parrocchia: 1564 (anno dopo il primo censimento imposto dal Concilio di Trento) = 270 persone; nel 1630 (anno della peste) = 200 persone; nel 1800 = 350 persone; nel 1924 = 1 750 persone

### Due diocesi
Il territorio del comune di Camposampiero è composto da tre parrocchie, così suddivise: mentre la parrocchia di San Marco Evangelista è sotto l'ordinamento della diocesi di Padova, la parrocchia dei Santi Pietro e Paolo e quella della frazione di Rustega (intitolata a Santa Maria Assunta) sono incardinate alle dipendenze della diocesi di Treviso.

## Economia

### Commercio
Il centro storico è ricco di attività commerciali di piccola-media dimensione. Come molti altri comuni in zona, anche a Camposampiero ci sono tre Centri Commerciali dislocati nel Quartiere Babelli, in località Straelle e in Zona Industriale.

### Industria
L'area industriale si estende a sud della città ed è collegata con le due Strade Regionali SR307 e SR308 e la strada provinciale "commerciale" che porta a Cittadella. Una zona artigianale è presente nella frazione di Rustega.

### Servizi
Camposampiero è nota ai comuni limitrofi soprattutto per i servizi sanitari che offre.
L'Ospedale di Camposampiero è stato inaugurato il 28 aprile 1858 per merito del suo fondatore e direttore Pietro Cosma (attivo nell'industria e nel commercio). Il 21 novembre 1865 Cosma lasciò gran parte del suo patrimonio. L'ospedale è stato ampliato tra il 1886 e 1889 e ricostruito fra il 1908 e il 1912.

## Infrastrutture e trasporti

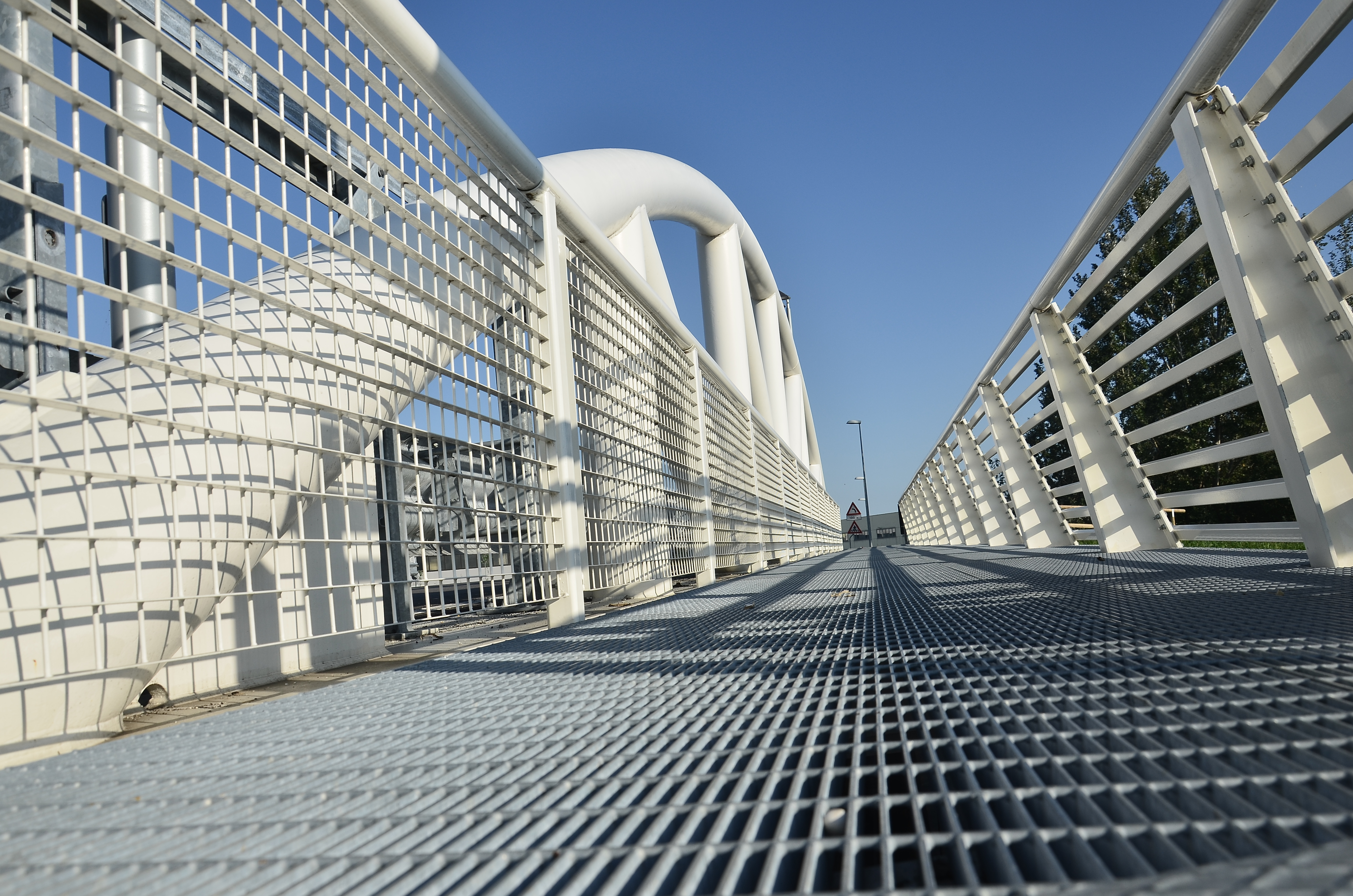
Il "Ponte Bianco" sul Muson dei Sassi inaugurato il 19 maggio 2012, nella foto il passaggio ciclopedonale in una prospettiva dal basso

Il Comune è servito dalla ferrovia. La stazione di Camposampiero è posta alla confluenza delle linee Bassano del Grappa-Padova e Calalzo-Padova.
I trasporti interurbani su gomma vengono svolti dagli autobus Busitalia-Sita Nord e Bonaventura express.

## Amministrazione

### Sindaci dal 1946
| Nominativo                                           | Nominativo                                        | Partito / Coalizione                              | Periodo                                           | Elezione                                          |
| Sindaci eletti dal Consiglio comunale (1946-1995)    | Sindaci eletti dal Consiglio comunale (1946-1995) | Sindaci eletti dal Consiglio comunale (1946-1995) | Sindaci eletti dal Consiglio comunale (1946-1995) | Sindaci eletti dal Consiglio comunale (1946-1995) |
| ---------------------------------------------------- | ------------------------------------------------- | ------------------------------------------------- | ------------------------------------------------- | ------------------------------------------------- |
|                                                      | Livio Gaja                                        | Democrazia Cristiana                              | 1946-1948                                         | 1946                                              |
|                                                      | Argeo Baccarin                                    | Democrazia Cristiana                              | 1948-1951                                         | (1946)                                            |
|                                                      | Riccardo Molinari                                 | Democrazia Cristiana                              | 1951-1952                                         | 1951                                              |
|                                                      | Antonio Dalla Zuanna                              | Democrazia Cristiana                              | 1952-1960                                         | (1951)                                            |
| 1956                                                 | Antonio Dalla Zuanna                              | Democrazia Cristiana                              | 1952-1960                                         |                                                   |
|                                                      | Giacinto Gasparini                                | Democrazia Cristiana                              | 1960-1967                                         | 1960                                              |
| 1964                                                 | Giacinto Gasparini                                | Democrazia Cristiana                              | 1960-1967                                         |                                                   |
|                                                      | Maria Angarano                                    | Democrazia Cristiana                              | 1967-1970                                         | (1964)                                            |
|                                                      | Mario Marcello Pagetta                            | Democrazia Cristiana                              | 1970-1990                                         | 1970                                              |
| 1975                                                 | Mario Marcello Pagetta                            | Democrazia Cristiana                              | 1970-1990                                         |                                                   |
| 1980                                                 | Mario Marcello Pagetta                            | Democrazia Cristiana                              | 1970-1990                                         |                                                   |
| 1985                                                 | Mario Marcello Pagetta                            | Democrazia Cristiana                              | 1970-1990                                         |                                                   |
|                                                      | Dino Scantamburlo                                 | Democrazia Cristiana                              | 1990-1995                                         | 1990                                              |
| Sindaci eletti direttamente dai cittadini (dal 1995) |                                                   |                                                   |                                                   |                                                   |
|                                                      | Dino Scantamburlo                                 | Centro-sinistra                                   | 1995-1999                                         | 1995                                              |
|                                                      | Marcello Volpato                                  | Centro-sinistra                                   | 1999-2009                                         | 1999                                              |
| 2004                                                 | Marcello Volpato                                  | Centro-sinistra                                   | 1999-2009                                         |                                                   |
|                                                      | Domenico Zanon                                    | Centro-destra                                     | 2009-2014                                         | 2009                                              |
|                                                      | Katia Maccarrone                                  | Centro-sinistra                                   | 2014-in carica                                    | 2014                                              |
| 2019                                                 | Katia Maccarrone                                  | Centro-sinistra                                   | 2014-in carica                                    |                                                   |
| 2024                                                 | Katia Maccarrone                                  | Centro-sinistra                                   | 2014-in carica                                    |                                                   |

### Gemellaggi
- Jasło